# Metretes
Metretes war ein griechisches Volumenmaß für Flüssigkeiten. Das Maß war etwas größer als die römische Amphora. Erwähnung findet das Maß in der Bibel (Joh 2,6).
- 1 Metretes = 72 Sextarien = 1 Bath (hebräisch) = etwa 2 Eimer oder 24 bis 28 Maß = etwa 39 Liter